# Fuerza Aérea Iraquí
La Fuerza Aérea Iraquí (en árabe: القوة الجوية العراقية‎, transliteración: Al Quwwa al Jawwiya al Iraqiya), también conocida por sus siglas en inglés IQAF (Iraqi Air Force), es la rama militar en Irak responsable de vigilar las fronteras internacionales y operaciones aéreas. El IQAF también actúa como una fuerza de apoyo para la Armada Iraquí y el Ejército Iraquí, y también permite a Irak realizar un rápido despliegue de su ejército.
La Fuerza Aérea Iraquí fue fundada en 1931, durante el control británico de Irak después de la derrota del Imperio Otomano en la Primera Guerra Mundial, con solo unos pocos pilotos. Aparte de un breve período durante la Segunda Guerra Mundial, la Fuerza Aérea Iraquí operó en su mayoría aeronaves británicas hasta la Revolución del 14 de julio de 1958, cuando el nuevo gobierno iraquí comenzó a incrementar las relaciones diplomáticas con la Unión Soviética. La fuerza aérea utilizó aviones tanto soviéticos como británicos a lo largo de los años cincuenta y sesenta. Cuando Saddam Hussein llegó al poder en 1979, la fuerza aérea creció muy rápidamente cuando Irak ordenó más aviones soviéticos y franceses. Su punto máximo se produjo después de la larga y sangrienta guerra entre Irán y Irak, que terminó en 1988, cuando consistía en 1029 aviones de todo tipo (de los cuales 550 eran aviones de combate), convirtiéndose en la fuerza aérea más grande de la región. Su caída se produjo durante la Guerra del Golfo Pérsico (1990–91) y continuó mientras las fuerzas de la coalición imponían zonas de exclusión aérea. Los restos de la fuerza aérea de Irak fueron destruidos durante la invasión de Irak en 2003.
Después de la invasión, el IQAF fue reconstruido, recibiendo la mayor parte de su entrenamiento y aeronaves de los Estados Unidos. En 2007, Irak le pidió a Irán que devolviera algunas de las veintenas de aviones de combate iraquíes que volaban allí para escapar de la captura antes de la guerra del Golfo en 1991. A partir de 2014, Irán estaba receptivo a las demandas y estaba trabajando para restaurar una cantidad no especificada de aviones.

## Historia

### Años 30s y 40s

Símbolo de la Fuerza Aérea Iraquí desde 1931 hasta aproximadamente 2004 (o 2011, según la fuente).

La RIrAF se utilizó por primera vez en combate contra las revueltas de las tribus en Diwaniya y Rumaytha, en el sur de Irak, en 1934, bajo la orden de Bakr Sidqi, donde sufrió su primera derrota de combate. Su primer combate contra otro ejército convencional fue en la guerra anglo-iraquí de 1941, cuando el gobierno iraquí hizo un intento de independencia total luego de un golpe de Estado de Rashid Ali contra líderes iraquíes probritánicos. El RIrAF fue destruido como una fuerza de combate, lo que resultó en una alianza con el Eje que involucró a la alemana Luftwaffe (pintada con marcas iraquíes) y a la italiana Regia Aeronautica que asiste a las fuerzas terrestres iraquíes. Las unidades alemanas eran personal especial F y Fliegerführer Irak. Sin embargo, las pérdidas, la falta de repuestos y de reemplazos resultaron en su partida, tras lo cual el golpe fue derrotado por las fuerzas británicas.
Un orden de batalla de aproximadamente 1946 para la Fuerza Aérea se puede encontrar en Jane's Fighting Aircraft of World War II (p. 48).
El RIrAF todavía se estaba recuperando de su destrucción por los británicos en 1948 cuando se unieron a la guerra contra el estado recién creado de Israel en la guerra árabe-israelí de 1948. Aunque el RIrAF ahora tenía algunos aviones modernos, jugó un pequeño papel en la primera guerra contra Israel. Desde 1948 hasta 1949, los RIrAF operaron bombarderos de entrenamiento Avro Anson desde Jordania, los cuales realizaron una serie de ataques contra los israelíes. Algunos de los Ansons fueron reemplazados por el moderno Hawker Fury que, sin embargo, volaron solo dos misiones contra Israel con marcas iraquíes antes de que la mayoría se transfiriera a los egipcios. Se entregaron 14 Hawker Fury, pero para el 7 de junio de 1948 solo 6 seguían en funcionamiento. A pesar de estos problemas tempranos, el RIrAF compró más Fury, adquiriendo un total de 38 monoplazas F.Mk.1s y 4 de dos plazas que equipó los números 1 y 7 de los escuadrones de RIrAF. La única victoria de RIrAF se logró cuando un caza Fury derribo a un bombardero Boeing B-17 Flying Fortress israelí.

### Años 50 y principios de los 60

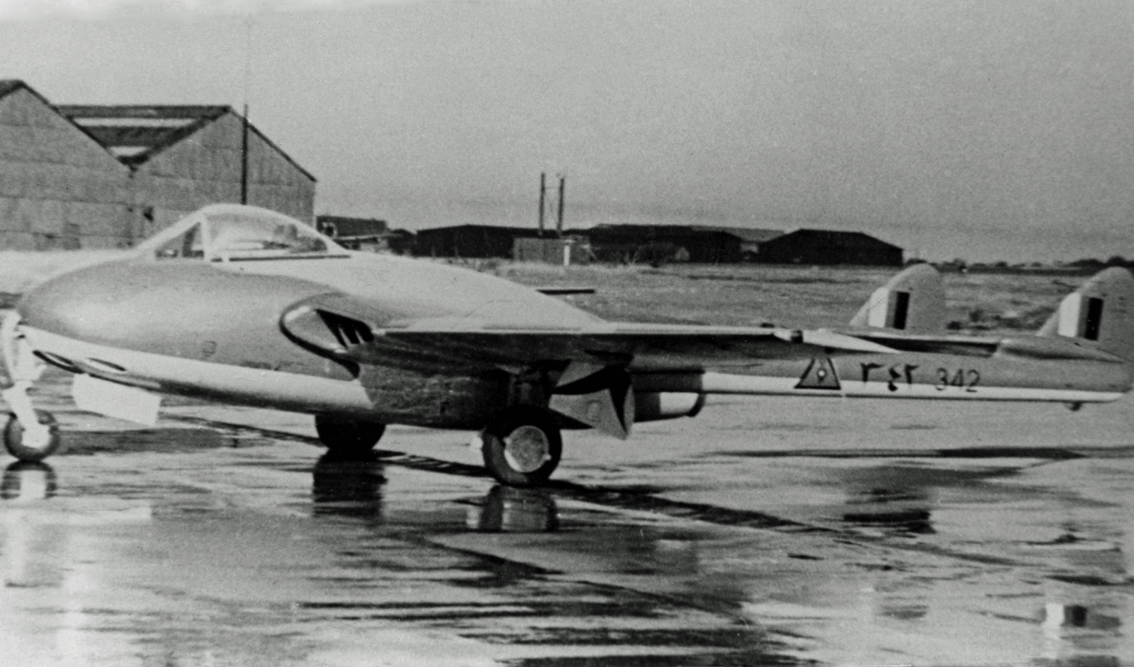
Un De Havilland Vampire FB.52 de la Fuerza Aérea iraquí, antes de la entrega en 1953

Durante la década de 1950, el RIrAF se vio afectado cuando la monarquía fue derrocada en 1958, lo que provocó el cese de las importaciones de armas de países occidentales como Gran Bretaña. De 1950 a 1958, la mayoría de los aviones de RIrAF eran del Reino Unido. Los primeros aviones de combate, el De Havilland Vampire del RIrAF, fueron entregados en 1953. El RIrAF también recibió De Havilland Venoms y Hawker Hunters a mediados de los años cincuenta. En 1954 y 1956, se entregaron 19 aviones de combate De Havilland Vampire y 14 Hawkers de la RAF financiados por los Estados Unidos. También recibieron 4 Bristol 170 Freighters en 1953.
Durante la Revolución del 14 de julio de 1958, el rey de Irak fue derrocado y el país estableció relaciones diplomáticas y políticas con los países del Pacto de Varsovia, mientras que al mismo tiempo rompía las relaciones con las naciones occidentales. La Fuerza Aérea Iraquí (IQAF) eliminó el nombre de "Royal" después de la revolución. Los soviéticos se apresuraron a suministrar los MiG-17, y más tarde los cazas MiG-19 y MiG-21, así como los bombarderos Ilyushin Il-28 al nuevo gobierno iraquí. También recibieron 13 transportes Ilyushin Il-14 en 1959 desde Polonia. Los primeros MiG-17 se entregaron por primera vez en 1958 para reemplazar al De Havilland Vampire. A fines de los años sesenta y principios de los setenta, se pudieron comprar ejemplos adicionales de MiG-17 y luego enviarlos a Siria o Egipto.
Tom Cooper y Stefan Kuhn enumeran los escuadrones de la fuerza aérea en 1961 como:
- N.º 1 Escuadrón IqAF, Venom FB.Mk.1, con sede en Habbaniyah AB, CO Capt. A.-Mun'em Ismaeel
- N.º 2 Escuadrón IqAF, Mi-4, con sede en Rashid AB, CO Maj. Wahiq Ibraheem Adham
- N.º 3 Escuadrón IqAF, An-12B, con sede en Rashid AB, CO Capt. Taha Ahmad Mohammad Rashid
- N.º 4 Escuadrón IqAF, Fury FB.Mk.11, con sede en Kirkuk Air Base, CO Maj. A. Latif
- N.º 5 Escuadrón IqAF, MiG-17F, con sede en Rashid AB, CO Maj. Khalid Sarah Rashid
- N.º 6 Squadron, Hawker Hunters, con base en Habbaniyah AB, CO Capt. Hamid Shaban
- El escuadrón n.º 7, MiG-17F, con sede en Kirkuk, CO El comandante Ne'ma Abdullah Dulaimy
- N.º 8 Squadron, Il-28, con sede en Rashid AB, CO. Maj. Adnan Ameen Rashid
- N.º 9 Escuadrón IqAF, MiG-19, en proceso de formación.

El IQAF recibió alrededor de 50 MiG-19 a principios de la década de 1960, pero la mayoría permaneció en sus jaulas y posteriormente fueron entregados nuevamente a Egipto y solo el 6.º escuadrón operó (aproximadamente) 18 MiG-19P y los MiG-19PM con misiles armados, lo que hizo desde Base Aérea Rasheed en Bagdad. Irak también recibió cazas MiG-21F-13 en 1962 y bombarderos Tu-16 después de 1963.
El golpe de Estado iraquí de noviembre de 1963 volvió a alinear a Irak con los poderes de la OTAN y, como resultado, se entregaron más Hunters de Hawker de segunda mano al IQAF. Las importaciones de aviones de las naciones comunistas de Europa del Este se suspendieron hasta 1966, cuando MiG-21PF interceptores fueron comprados a la Unión Soviética después de la muerte en un accidente de aviación de Abdelsalam Aref, el presidente iraquí, quien fue reemplazado por su hermano.
En 1966, el capitán iraquí Munir Redfa desertó con su MiG-21F-13 a Israel, quien a su vez se lo entregó a los Estados Unidos para su evaluación con el nombre en clave "Have Donut". Sin embargo, para ese entonces, los MiG-21F-13 habían sido reemplazados por MiG-21FL y PFM en las unidades de primera línea de la fuerza aérea iraquí y los MiG-21F-13 estaban siendo utilizados como instructores de conversión operacional.

### Guerra de los 6 días
Véase también: Guerra de los 6 días
Durante la guerra de los Seis Días, el IQAF bombardeó varias bases aéreas y objetivos terrestres, incluidos los ataques de los bombarderos Tu-16 a las bases aéreas israelíes. En el ataque uno de los bombarderos fue derribado por los israelíes, pero el resto regresó a salvo. El IQAF también jugó un papel importante en el apoyo a las tropas jordanas. Además, la Fuerza Aérea Iraquí tenía un piloto paquistaní, Saiful Azam, quien se cobró dos muertes de combatientes israelíes por el H3 en un Hawker Hunter iraquí. Los pilotos iraquíes de cazas Hawker Hunters hicieron cinco reclamos más contra aviones israelíes en combate aéreo. Debido a los Hunters y MiG-21PFM, el IQAF pudo defender con éxito sus bases aéreas en el oeste de Irak de ataques israelíes adicionales. El mismo día, el IQAF también pudo penetrar el espacio aéreo israelí y destruyó cinco aviones israelíes en combate aéreo.

### Los años 70 y la guerra de Yom Kippur
Véase también: Guerra de Yom Kipur
A lo largo de esta década, el IQAF creció en tamaño y capacidad, ya que el Tratado de amistad de 20 años con la URSS firmado en 1971 trajo grandes cantidades de aviones de combate relativamente modernos a la fuerza aérea. El gobierno iraquí nunca estuvo satisfecho con el suministro de los soviéticos, y mientras compraban aviones modernos como el MiG-21 y el Sukhoi Su-20, comenzaron a persuadir a los franceses para que les vendieran los nuevos cazas Mirage F-1 (que fueron comprados) y aviones de ataque SEPECAT Jaguar posteriormente, que sin embargo nunca fueron pedidos.
Antes de la guerra de Yom Kipur, el IQAF envió a 12 Hawker Hunters a Egipto, donde se quedaron para luchar. Sólo 1 sobrevivió a la guerra. Los IQAF primero recibieron sus Sukhoi Su-7 en 1968; originalmente estaban estacionados en Siria. Las aeronaves desplegadas en Siria sufrieron grandes pérdidas debido a las aeronaves israelíes y las SAM. Además, fueron atacados con fuego amigo de SAMs sirios. Un ataque planeado para el 8 de octubre fue cancelado debido a estas grandes pérdidas, así como por desacuerdos con el gobierno sirio. Finalmente, todos los aviones, además de varios Sukhoi Su-7s, fueron retirados de las bases en Siria. Durante la guerra de octubre de 1973, el primer ataque aéreo contra las bases israelíes en Sinaí estuvo compuesto por aviones iraquíes; golpearon sitios de artillería y tanques israelíes, y también afirmaron haber destruido a 21 aviones israelíes en combate aéreo. Poco después de la guerra, el IQAF ordenó 14 Tu-22B y dos Tu-22U de la URSS, así como misiles Raduga Kh-22 de la Unión Soviética y para 1975 se entregaron 10 Tu-22B y 2 Tu-22U.
La década de 1970 también vio una serie de fieros levantamientos kurdos en el norte del país contra Irak. Con la ayuda del Sah de Irán, los kurdos recibieron armas y suministros, incluidos los SAM modernos, así como algunos soldados iraníes. El IQAF sufrió grandes bajas luchando contra los kurdos, así que comenzaron a usar sus nuevos Tu-22 en combate contra ellos (usando bombas de 3 toneladas desde gran altura para evitar las baterías SAM MIM-23 Hawk iraníes que el Sah había establecido cerca de la frontera iraquí para cubrir a los insurgentes kurdos), ya que pudieron evitar un mayor porcentaje de SAM debido a su mayor altura de bombardeo y mejores contramedidas electrónicas. A mediados de la década de 1970, las tensiones con Irán eran altas, pero luego se resolvieron con el Tratado de Argel.

### 1980 y la guerra con Irán
Entre 1980 a 1990, el número de aeronaves en IQAF fue de 332 a más de 950. Antes de la invasión iraquí de Irán, el IQAF (Fuerza Aérea Iraquí) contaba con 16 modernos cazas Dassault Mirage F.1EQs de Francia y en curso de recibir un total de 240 nuevos aviones y helicópteros de sus aliados europeos orientales. El IQAF tuvo que luchar con los obsoletos Su-20, MiG-21MF Fishbeds y MiG-23MS Floggers. El MiG-21 fue el principal interceptor de la fuerza, mientras que sus MiG-23 se usaron para el ataque a tierra y la intercepción. El Su-20 era un avión de ataque en tierra puro. En el primer día de la guerra, formaciones de Tu-16/Tu-22s, Su-20s, MiG-23s y MiG-21s, para un total de 166-192 aviones, realizaron ataques aéreos sorpresivos a 10 bases aéreas de la Fuerza Aérea Iraní, consiguiendo destruir una gran cantidad de aviones caza-bombarderos en tierra, pero no lo suficiente como para noquear a la Fuerza Aérea Iraní. En represalia por estos ataques aéreos, la Fuerza Aérea iraní lanzó la Operación Kaman 99 un día después del lanzamiento de la guerra.
A fines de 1981, pronto quedó claro que los modernos Mirage F-1EQ y los MiG-25P/PD soviéticos eran los únicos que podían enfrentarse con efectividad contra los iraníes. Los IQAF comenzaron a usar sus nuevas armas orientales que incluían bombarderos Tu-22KD/ KDP, equipados con misiles aire-tierra Kh-22M/MP, los MiG-25 equipados con misiles aire-tierra Kh-23 y Kh -25, misiles antirradar Kh-58 y también MiG-23BNs, equipados con misiles Kh-29L/T. En 1983, para satisfacer a los iraquíes que esperaban su Mirage F-1EQ-5 mejorada para armarse en misiones antibuque con los AM-39 Exocet, los Super Etendards fueron arrendados a Irak. La flota petrolera iraní (ver Guerra de los petroleros) y las cañoneras sufrieron graves daños a manos de los 5 Super Etendards equipados con misiles Exocet antibarco. Uno de ellos se perdió durante su uso en combate de 20 meses y 4 regresaron al Aeronavale en 1985.

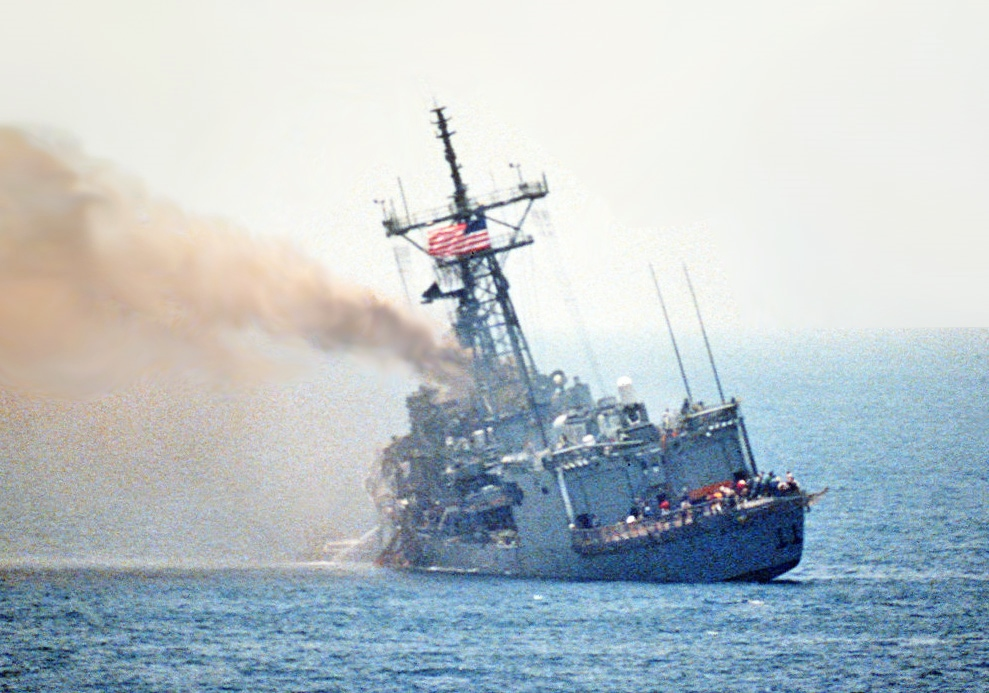
La fragata estadounidense USS Stark tras ser alcanzada por dos misiles AM-39 Exocet de un Mirage F-1EQ-5 iraquí.

El IQAF generalmente jugó un papel importante en la guerra contra Irán atacando bases aéreas, infraestructura militar, infraestructura industrial como fábricas, centrales eléctricas e instalaciones petroleras, así como bombardeo sistemático de áreas urbanas en Teherán y otras importantes ciudades iraníes (más tarde se conoció como la guerra de las ciudades). Al final de la guerra, junto con el ejército y las fuerzas de operaciones especiales, el IQAF jugó un papel importante en el derrocamiento de la última ofensiva militar de Irán. (en ese momento, el papel de la Fuerza Aérea Iraní, que una vez fue superior, se había reducido a misiones en situaciones desesperadas, realizando tareas críticas como la defensa de terminales vitales de petróleo de Irán). La fuerza aérea también tuvo un papel exitoso al atacar a los petroleros y otros buques usando misiles Exocet en sus Mirage F-1. El 17 de mayo de 1987, un F-1 iraquí lanzó erróneamente dos misiles antibuque Exocet contra la fragata estadounidense USS Stark, paralizando el barco y matando a 37 marineros.
En 1987, la Fuerza Aérea Iraquí tenía una gran infraestructura militar moderna, con modernos centros de logística aérea, depósitos aéreos, instalaciones de mantenimiento y reparación, y algunas capacidades de producción. Para entonces, la fuerza aérea estaba formada por 40.000 hombres, de los cuales unos 10 000 formaban parte del Comando de Defensa Aérea. Sus bases principales se encontraban en Tammuz (Al Taqqadum), Al Bakr (Balad), Al Qadisiya (Al Asad), la Base Aérea Ali, la Base Aérea de Saddam (Base Aérea de Qayarrah) y en otras ciudades importantes, incluyendo Basora. El IQAF operaba desde 24 bases operativas principales y 30 bases de dispersión, con 600 refugios para aeronaves, incluidos refugios endurecidos con energía nuclear, con múltiples pistas de rodaje a múltiples pistas. Los iraquíes también tenían 123 aeródromos más pequeños de diversos tipos (campos de reserva y campos de helicópteros).

#### Notables pilotos iraquíes de la guerra entre Irán e Irak
A diferencia de muchas otras naciones con fuerzas aéreas modernas, Irak estaba involucrado en una guerra larga y prolongada. Esta larga guerra de ocho años les dio a los pilotos la oportunidad de desarrollar algunas tácticas de batalla y endurecería a los pilotos de combate. Aunque la información sobre el IQAF es, a lo sumo, de difícil acceso, dos hombres se destacan como los mejores combatientes iraquíes.
Mohammed Rayyan, apodado "Sky Falcon", que voló MiG-21MF en 1980-81, y reclamó dos muertes confirmadas contra F-5Es iraníes en 1980. Con el rango de capitán, Rayyan se cualificó como piloto en el MiG-25P a fines de 1981 y continuó para reclamar otras ocho muertes, dos de las cuales están confirmadas, antes de ser derribado y muerto por un F-14 de la IRIAF en 1986.
El capitán Omar Goben fue otro piloto de combate exitoso. Mientras volaba en un MiG-21, anotó muertes aéreas contra dos F-5E Tiger IIs y un F-4E Phantom II en 1980. Más tarde fue transferido al MiG-23MF/ML y sobrevivió a la guerra, pero fue derribado en enero de 1991 volando un MiG-29 contra un F-15C estadounidense.
El capitán Salah I. también fue un piloto distinguido durante este período, logrando una doble baja contra dos F-4Es el 2 de diciembre de 1981 mientras formaba parte del 79.º Escuadrón.

#### La IQAF como debutante de armas
El conflicto en el que Irak estuvo implicado durante 8 años dio la oportunidad de que los grandes fabricantes de armas pudieran probar sus nuevas armas, tal es el caso mayor de la URSS y Francia, quienes vendieron enormes cantidades de armas de última tecnología al país asiático. La IQAF fue uno de los componentes que más equipos experimentales utilizó durante la guerra. De entre estos se encuentran, misiles, aviones, y artillería antiaérea. De entre los misiles podemos destacar el uso de los misiles Matra Super 530F, este misil fue entregado a los iraquíes en 1981 con la primera tanda de aviones Mirage F-1EQ-5 (variante construida para Irak). Ese misil fue del agrado de los pilotos iraquíes, quienes utilizaron el misil como su misil estándar BVR, logrando disparar y destruir con éxito a cazas iraníes más allá de la vista, siendo entre los más grandes éxitos de este misil el haber derribado tres cazas F-14A Tomcat. Este misil fue el causante de las únicas bajas en combate aéreo del F-14.

### Años 1990: Guerra del Golfo Pérsico y zonas de exclusión aérea
En agosto de 1990, Irak tenía la mayor fuerza aérea de la región, incluso después de la larga guerra entre Irán e Irak. La fuerza aérea en ese momento tenía 934 aviones de combate en su inventario. Teóricamente, el IQAF debería haber sido "endurecido" por el conflicto con Irán, pero las purgas de la posguerra de los líderes del IQAF y otro personal diezmaron a la fuerza aérea, mientras el régimen iraquí luchaba por devolverlo al control total. La capacitación se redujo al mínimo durante todo el año 1990.
La Fuerza Aérea Iraquí al comienzo de la guerra del Golfo Pérsico, sus pérdidas, aviones dañados, vuelos a Irán y activos restantes al final de la guerra del Golfo Pérsico. Una parte de la aeronave dañada puede haberse reparado o utilizado para repuestos. Esta es una combinación de pérdidas tanto en el aire (23 aviones) como en tierra (227 aviones) y excluye a los helicópteros y aeronaves que pertenecían a la aviación del ejército iraquí, a la armada iraquí y al ala de aviación del Departamento de Control de Fronteras iraquíes.
Durante la guerra del Golfo Pérsico de 1991, la Fuerza Aérea Iraquí fue devastada por los Estados Unidos, el Reino Unido y sus aliados. La mayoría de los aeródromos fueron golpeados fuertemente, y en combate aéreo, Irak solo pudo obtener cuatro muertes confirmadas (y 4 dañadas y una probable muerte), mientras que sufrió 23 derrotas. Todos los Tupolev Tu-22 fuera de servicio (seis) que Irak poseía fueron destruidos por los bombardeos al inicio de la Operación Tormenta del Desierto, aunque ya habían sido retirados del inventario de la Fuerza Aérea Iraquí y simplemente fueron utilizados como señuelos y no aparece en la lista operacional de aeronaves perdidas de la Fuerza Aérea Iraquí (como todas las otras aeronaves antiguas que se utilizaron únicamente para desviar las incursiones de los activos operacionales).
La fuerza de interceptores MiG-25 (nombre de la OTAN que informa 'Foxbat') registró la primera muerte aire-aire durante la guerra. Un MIG-25PDS, pilotado por el teniente Zuhair Dawood del 84. ° Escuadrón de Combatientes, derribó un F/A-18C Hornet de la Marina de los EE. UU de la VFA-81 en la primera noche de la guerra. En 2009, el Pentágono anunció que había identificado los restos del piloto, el capitán de navío de la Marina de los Estados Unidos Michael "Scott" Speicher, que resolvió un misterio de 18 años. El capitán Speicher, que era capitán de corbeta en ese momento, aparentemente fue enterrado por miembros de la tribu beduinos nómadas cerca de donde su avión fue derribado en una zona remota de la provincia de Anbar.
La segunda victoria aire-aire fue registrada por un piloto llamado Jameel Sayhood el 19 de enero. Volando un MIG-29 derribó un Tornado GR.1A de la Real Fuerza Aérea con misiles R-60MK. El avión de la RAF serie ZA396/GE fue pilotado por el teniente de vuelo D J Waddington y el teniente de vuelo R J Stewart y se estrelló 51 millas náuticas al sureste de la base aérea de Tallil.
En otro incidente un Mikoyan-Gurevich MiG-25 iraquí eludió ocho F-15C Eagle de la USAF que protegían una formación de ataque, pero logró disparar tres misiles contra un avión de guerra electrónica EF-111 Raven de la USAF, obligándolos a abortar su misión. En otro incidente dos MiG-25 se acercaron a un par de F-15 Eagle, dispararon misiles (que fueron evadidos por los F-15) y luego superaron a los combatientes estadounidenses. Dos F-15 más se unieron a la persecución, y un total de diez misiles aire-aire AIM-7 Sparrow y AIM-9 Sidewinders fueron disparados contra los Foxbats, ninguno de los cuales podría alcanzarlos.
En un esfuerzo por demostrar su propia capacidad ofensiva aérea, el 24 de enero, los iraquíes intentaron lanzar un ataque contra la importante refinería de petróleo saudí en Abqaiq. Dos cazas Mirage F-1 cargados con bombas incendiarias y dos MiG-23 (junto con la cubierta de caza) despegaron de las bases en Irak. Fueron vistos por aviones de la USAF, un AWACS Boeing E-3 Sentry, y se enviaron dos F-15 de la Real Fuerza Aérea Saudita para interceptarlos. Cuando aparecieron los saudíes, los MiG iraquíes giraron la cola, pero los Mirage siguieron adelante. El capitán Ayedh Al-Shamrani, uno de los pilotos saudíes, maniobró su jet detrás de los Mirage y derribó ambos aviones. Después de este episodio, los iraquíes no hicieron más esfuerzos aéreos, enviando a la mayoría de sus aviones a Irán con la esperanza de que algún día podrían recuperar su Fuerza Aérea. (Irán devolvió siete Su-25 en 2014.)
Durante la Guerra del Golfo Pérsico, la mayoría de los pilotos y aeronaves iraquíes (de origen francés y soviético) huyeron a Irán para escapar de la campaña de bombardeos porque ningún otro país les permitiría refugiarse. Los iraníes confiscaron estos aviones después de la guerra y devolvieron siete Su-25 en 2014, mientras que pusieron el resto al servicio de la Fuerza Aérea de la República Islámica de Irán, reclamándolos como reparaciones por la guerra entre Irán e Irak. Debido a esto, Saddam Hussein no envió el resto de su Fuerza Aérea a Irán justo antes de la Operación Libertad Iraquí en 2003, y optar por enterrarlos en la arena. Se informa que Saddam Hussein, preocupado por Irán y el equilibrio de poder regional, comentó: "Los iraníes son aún más fuertes que antes, ahora tienen nuestra Fuerza Aérea".
Estos incluyen: Mirage F1s, Su-20 y Su-22M2 / 3/4 Fitters, Su-24MK Fencer-Ds, Su-25K/UBK Frogfoots, MiG-23 Floggers, MiG-29A/UB Fulcrums y un número de Il- 76, incluido el prototipo único AEW-AWACS Il-76 "ADNAN 1". Además, antes de la Operación Tormenta del Desierto, 19 Mig-21 iraquíes y MiG-23 fueron enviados a Yugoslavia para ser atendidos, pero nunca fueron devueltos debido a sanciones internacionales. En 2009, el gobierno iraquí buscó brevemente el retorno de los combatientes, pero fueron desmontados y su reparación y retorno habrían sido costosos.

### Invasión de Irak de 2003
Para el año 2003 el poder aéreo de Irak contaba con aproximadamente 180 aviones de combate, de los cuales solo la mitad estaban en condiciones de volar. A fines de 2002 una compañía de armas yugoslava prestó servicios a los MiG-21 y MiG-23, violando las sanciones de la ONU. Un instituto de aviación en Bijeljina, Bosnia y Herzegovina, suministró los motores y las piezas de repuesto. Estos, sin embargo, llegaron demasiado tarde para mejorar el estado de la fuerza aérea de Irak.
Al borde de la invasión liderada por Estados Unidos, Saddam Hussein ignoró los deseos de su fuerza aérea de defender el espacio aéreo del país contra los aviones de la coalición y ordenó que la mayor parte de sus aparatos fueran desarmados y enterrados. Algunos fueron encontrados más tarde por las fuerzas de excavación estadounidenses alrededor de las bases aéreas Al Taqqadum y Al Asad, incluidos los MiG-25 y los Su-25. El IQAF demostró ser totalmente inexistente durante la invasión: se vieron algunos helicópteros, pero ningún aparato alzó el vuelo para enfrentarse a los aviones de la coalición.
Durante la fase de ocupación, la mayoría de los aviones de combate de Irak (principalmente los MiG-23, MiG-25 y Su-25) fueron encontrados por fuerzas estadounidenses y australianas en mal estado en varias bases aéreas de todo el país, mientras que otros fueron descubiertos. La mayoría de los aviones de IQAF fueron destruidos durante la invasión y con posterioridad a esta, y todo el equipo restante fue desechado o desechado inmediatamente después de la guerra. Ninguno de los aviones adquiridos durante el tiempo de Saddam permaneció en servicio.

### Post invasión
La Fuerza Aérea Iraquí, como todas las fuerzas iraquíes después de la Invasión de Irak en 2003, fue reconstruida como parte del programa general para organizar una nueva fuerza de defensa iraquí. La fuerza aérea recién creada estaba formada por solo 35 personas en 2004 cuando comenzó a operar.
En diciembre de 2004, el ministerio de defensa iraquí firmó dos contratos con el consorcio de defensa polaco BUMAR. El primer contrato, por un valor de 132 millones de dólares, fue para la entrega de 20 helicópteros PZL W-3 Sokół y la capacitación de 10 pilotos iraquíes y 25 miembros de personal de mantenimiento. Se esperaba que fueran entregados en noviembre de 2005, pero en abril de 2005 la empresa encargada de cumplir el contrato anunció que la entrega no se realizaría según lo previsto porque el calendario de entrega propuesto por PZL Swidnik no era lo suficientemente bueno. Como resultado solo 2 se entregaron en 2005 para pruebas.
El segundo contrato, por un valor de 105 millones de dólares, fue para suministrar a la fuerza aérea iraquí (Hip) de segunda mano, fabricados en Rusia y reacondicionados. A partir de 2008 se habían entregado 8 y 2 más estaban en camino. Se informó que los Mi-17 tenían cierta capacidad de ataque.
Durante este período, la Fuerza Aérea sirvió principalmente como una ligera operación de reconocimiento y transporte. Un informe de febrero de 2006 detallaba los escuadrones 3, 23 y 70 ocupados en estas misiones. El 4 de marzo de 2007 la fuerza aérea realizó su primera evacuación médica en la ciudad de Bagdad cuando un oficial de policía herido fue trasladado en avión a un hospital.
En 2007 se asignó a la Segunda Fuerza Aérea de la USAF, parte del Comando de Educación y Capacitación Aéreas, la responsabilidad de proporcionar planes de estudio y asesoramiento a la Fuerza Aérea Iraquí, ya que destacó su propia capacitación técnica y la capacitación básica específica de las sucursales, entre otras. Esta misión fue conocida como "CAFTT" para el Equipo de Entrenamiento de las Fuerzas Aéreas de la Coalición.
Durante la batalla de Basora (2008) la Fuerza Aérea Iraquí planificó, ejecutó y supervisó 104 misiones en apoyo de las fuerzas de seguridad terrestre iraquíes en Basora durante la Operación Carga de los Caballeros en el área de Basora entre el 25 de marzo y el 1 de abril.
En 2009 el primero de varios oficiales iraquíes completó su entrenamiento de vuelo en RAF Cranwell, un desarrollo con ecos de los comienzos tempranos de la Fuerza Aérea Iraquí.
En diciembre de 2007 se informó que se había llegado a un acuerdo entre el gobierno iraquí y Serbia para la venta de armas y otros equipos militares, incluidos 36 instructores básicos Lasta 95. Se especuló con que Irak podría comprar 50 helicópteros de ataque Aérospatiale Gazelle a Francia. En julio de 2008 Irak solicitó formalmente un pedido de 24 helicópteros ligeros de ataque y reconocimiento. El avión sería el nuevo helicóptero ARH-70 del Ejército de los Estados Unidos o el MH-6 Little Bird.
El 14 de octubre de 2008, Aviation Week informó que dos Cessna 208B equipadas con misiles Hellfire fueron avistadas en una instalación de ATK en el aeropuerto de Meacham, Fort Worth, Texas. La fuerza aérea iraquí debía recibir 3 Cessna 208B armados en diciembre de 2008, y se entregarían dos más en 2009. Esto representó la primera capacidad de ataque del IQAF desde el inicio de la guerra en 2003. El gobierno iraquí anunció en noviembre de 2008 que la Fuerza Aérea iraquí compraría 108 aeronaves hasta 2011. En última instancia, la fuerza consistiría en tener hasta 516 aeronaves en total para 2015, y luego 550 en aeronaves en 2018. Los tipos específicos comprados incluyen los helicópteros tipo Eurocopter EC 635 y Bell ARH-70. Además se comprarán 24 aviones T-6 Texan II para el rol de ataque ligero.
Durante el verano de 2008 el Departamento de Defensa anunció que el gobierno iraquí quería ordenar más de 400 vehículos blindados y otros equipos con un valor de hasta $ tres mil millones y seis aviones de transporte C-130J, con un valor de hasta $ mil quinientos millones.
Irak debía comprar 28 aviones de entrenamiento L-159 de fabricación checa por un valor de 1000 millones de dólares (770 millones de euros). Veinticuatro de los aviones serían nuevos, mientras que cuatro provendrían de los excedentes de la República Checa. Más tarde el trato fracasó. Sin embargo, luego la compañía de aviación checa Aero Vodochody acordó vender 12 de los aviones, aunque el acuerdo aún no fue aprobado por los gobiernos de ambos países. Hubo conversaciones para comprar un avión de combate checo Aero L-159 ALCA con una posible venta o comercio de petróleo de 24 o 36 aviones del excedente de la Fuerza Aérea Checa. La compra no se realizó y, a partir de 2013 la República Checa no ha podido obtener su primer acuerdo de exportación para su avión de combate L-159 Alca. El acuerdo para 24/36 aviones checos L-159 fue cancelado; en su lugar se ha elegido el KAI T-50 supersónico de Corea del Sur (24 aviones). Pero en abril de 2014 Irak decidió comprar 12 L-159 de segunda mano (conservados) por $ 200 millones.

### 2010-presente
A lo largo de 2010 y 2011, el gobierno iraquí y el MdI anunciaron sus intenciones de comprar aviones de combate Dassault Mirage F1 y F-16C Block 52 El gabinete iraquí especificó una suma de $ 900 millones como un primer pago de $ 3000 millones en aviones, equipos, piezas de repuesto y capacitación.
El acuerdo para comprar los cazas F-16 parecía tambalearse cuando el GoI revirtió su decisión el 12 de febrero y quiso desviar la suma inicial de $ 900 millones para la reconstrucción económica. Sin embargo, el 12 de julio de 2011, el GoI reafirmó su interés en los F-16 debido a la retirada pendiente de las fuerzas estadounidenses de Irak, y luego el número de combatientes que se compraron se duplicó a 36.
El espacio aéreo de Irak estuvo sin vigilancia desde diciembre de 2011 hasta los 18 aviones de combate F-16IQ Bloque 52 y sus pilotos estaban listos. El primer F-16 iraquí realizó su vuelo inaugural en mayo de 2014. Se entregó oficialmente al IQAF en una ceremonia en Fort Worth, Texas, el 5 de junio de 2014.
En octubre de 2012 se informó que Rusia e Irak pueden firmar un contrato de armas de $ 4.2 a $ 5.0 mil millones, incluidos 30 helicópteros Mi-28N. El acuerdo se confirmó el 9 de octubre. Según los informes el acuerdo fue cancelado debido a las preocupaciones de corrupción por parte de los iraquíes, pero esa preocupación fue solucionada y el ministro de defensa iraquí declaró que "el acuerdo sigue adelante". A pesar de las complicaciones tempranas, todas las partes de los contratos de $ 4.2 mil millones se firmaron y se están ejecutando. El primer contrato para 10 helicópteros Mi-28NE para Irak comenzará a entregarse en septiembre de 2013. En enero de 2014 se entregó un lote de 13 helicópteros Mi-28NE.
El 26 de junio de 2014, el primer ministro Nuri al Maliki dijo que "deberían haber buscado comprar otros aviones de combate como los británicos, franceses y rusos", describiendo la orden de los F-16 estadounidenses como "de largo aliento" y "engañados". El IQAF, en cambio, adquirió aviones a reacción de segunda mano de Rusia y Bielorrusia para combatir a los militantes de ISIS en el norte de Irak, y el primer lote llegó el 28 de junio. El Ministerio de Defensa iraquí confirmó la compra de 5 Sukhoi Su-25 rusos subiendo un video en su canal de YouTube de su llegada. La Fuerza Aérea de la República Islámica de Irán también entregó siete Su-25 el 1 de julio, la mayoría de los cuales eran aviones ex iraquíes que huyeron a Irán durante la guerra del Golfo.
El 13 de julio de 2015, la Fuerza Aérea Iraquí recibió su primer grupo de cazas F-16. Además de los F-16 que se entregarán a la Fuerza Aérea Iraquí durante los próximos años, se espera que 24 KAI T-50 Golden Eagles comiencen las entregas para abril de 2016, lo que aumentará las capacidades de defensa de la Fuerza Aérea Iraquí. El 5 de noviembre de 2015, los primeros dos aviones de combate ligeros Aero L-159 checos fueron entregados a Irak. El primer grupo de pilotos iraquíes completó su entrenamiento en la compañía checa Aero Vodochody el 9 de febrero de 2016. Irak ganará un total de 15 Aero L-159 y Aero Vodochody hará 12 aviones operables para la Fuerza Aérea Iraquí. Otros dos aviones se utilizarán para la reconstrucción de dos aviones en biplaza, uno se usará para piezas de repuesto. Durante casi tres años, el Reino Unido ha bloqueado la venta de L-159 porque contienen un receptor de advertencia de radar británico. Sin embargo, el primer ministro, David Cameron, acordó anular la prohibición en febrero de 2016 y la venta a Irak está en curso.
Por otro lado se ha visto a Irak interesado por el nuevo caza de combate Mikoyan Mig-35, cosa que se confirmó con la pre-orden de 50 aeronaves una vez que inicie la producción en serie de esta aeronave, siendo que la fuerza aérea fue uno de los primeros operadores del anterior modelo de caza Mig-29(los iraquíes dieron la primera baja aérea del Mig-29 durante la Guerra Irak-Irán, siendo que este derribo fue contra el mejor caza de la Fuerza Aérea Islámica de Irán, el F-14 Tomcat en el año de 1988 casi al final de la misma), por lo que no es de extrañar el interés que ha puesto Irak en el Mig-35.
En diciembre de 2014, durante una reunión entre líderes de Irak y los Emiratos Árabes Unidos, los Emiratos Árabes Unidos ofrecieron hasta 10 combatientes Mirage 2000 a la Fuerza Aérea Iraquí. El avión podría haber sido entregado en marzo de 2015.

Entre los escuadrones operativos de la fuerza aérea de hoy se encuentran: Tercer Escuadrón; 9.º Escuadrón (F-16s); Escuadrón 23; Escuadrón 70; 87.º Escuadrón (B 350ER); 109.º Escuadrón (Sukhoi Su-25); 115.º Escuadrón (L-159); y posiblemente el segundo Escuadrón.

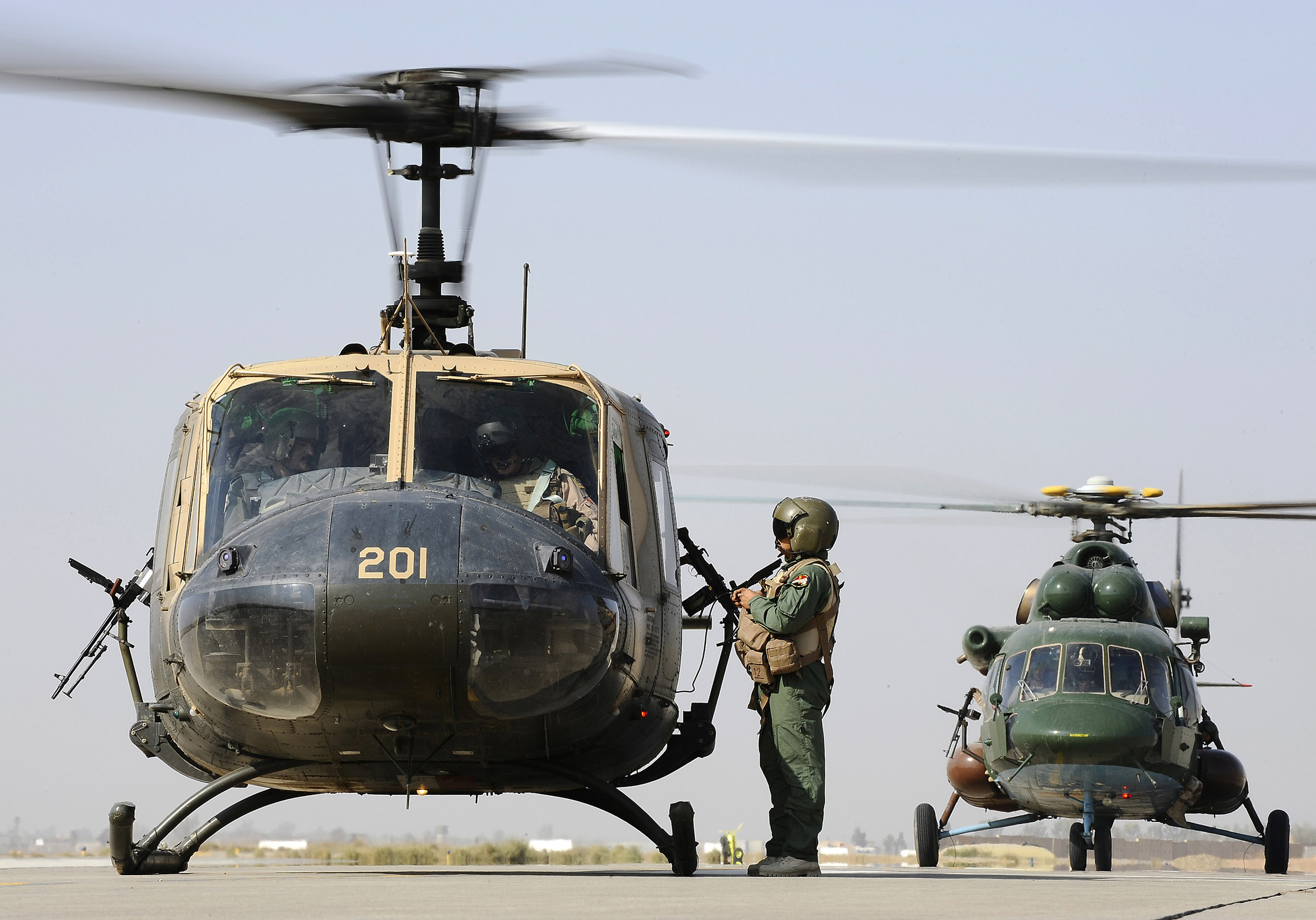
Helicópteros UH-1H y Mi-17 de la Fuerza Aérea Iraquí.

## Inventario actual

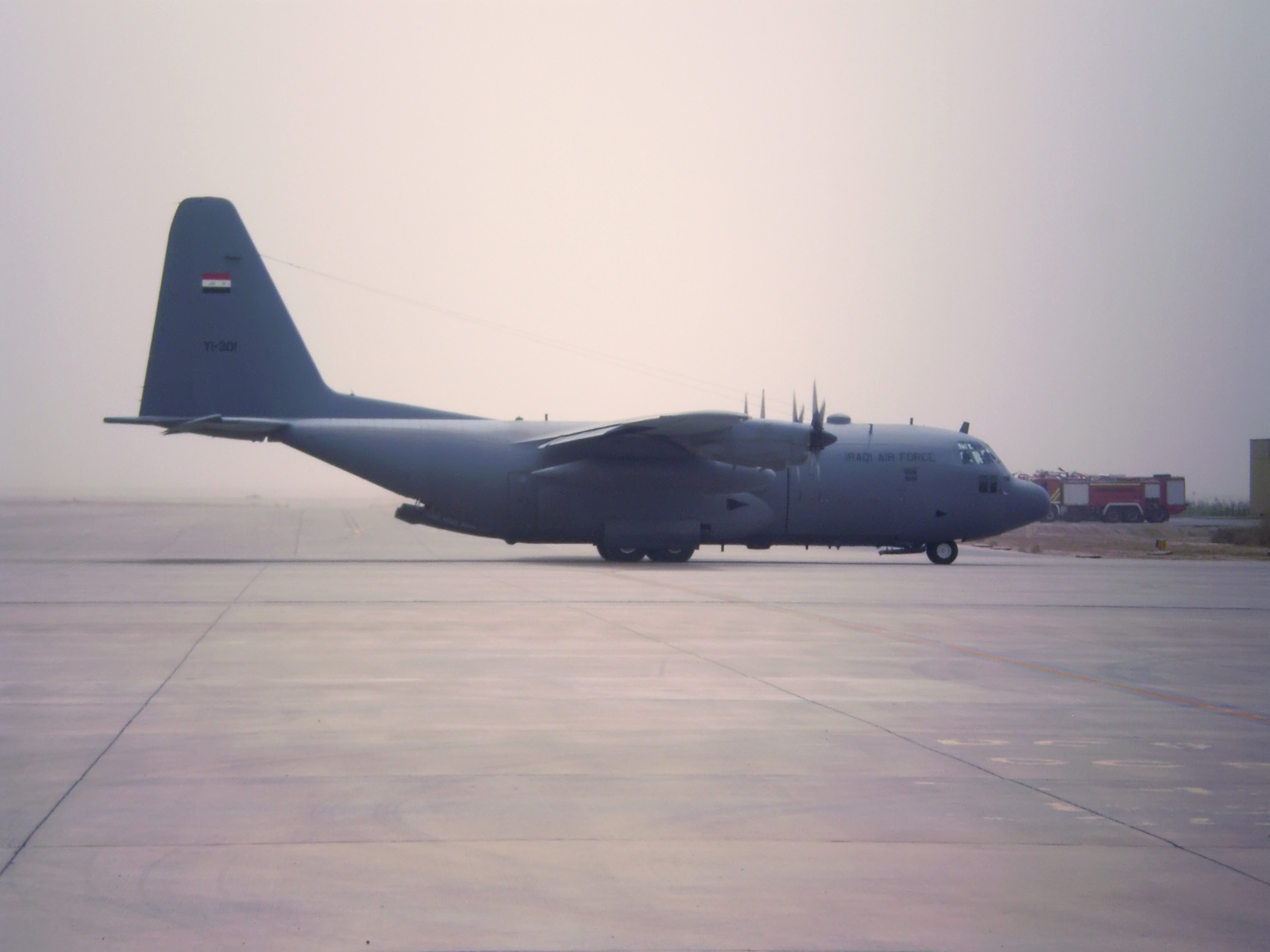
C-130 Hercules iraquí en el Aeropuerto Internacional de Basora en 2005.

Las aeronaves de la IQAF, mayormente son de origen estadounidense, aunque en los últimos años ha recibido nuevos aviones, algunos devueltos por Irán, otros fueron adquiridos a Rusia, Corea del Sur y República Checa.
| Aeronave                              | Origen                  | Tipo                                                 | Versiones                | En servicio                  | Notas                                                  |
| Avión de entrenamiento                | Avión de entrenamiento  | Avión de entrenamiento                               | Avión de entrenamiento   | Avión de entrenamiento       | Avión de entrenamiento                                 |
| ------------------------------------- | ----------------------- | ---------------------------------------------------- | ------------------------ | ---------------------------- | ------------------------------------------------------ |
| Bell 206                              | Estados Unidos          | Utilitario/Helicóptero de entrenamiento              |                          | 10                           | Serán remplazados por los modernos MI 24D              |
| Bell OH-58 Kiowa                      | Estados Unidos          | Utilitario/Helicóptero de entrenamiento              | OH-58C                   | 10                           | Préstamo de Ejército de los Estados Unidos             |
| Cessna 172                            | Estados Unidos          | Utilitario/Entrenamiento básico                      |                          | 12                           | Opción para un máximo de 28 aeronaves                  |
| Cessna 208                            | Estados Unidos          | Utilitario/Entrenamiento                             | 208B                     | 5                            |                                                        |
| T-6 Texan II                          | Estados Unidos          | Entrenamiento                                        | T-6A                     | 20                           | 20 T-6A entregados en 2011                             |
| KAI T-50 Golden Eagle                 | Corea del Sur           | Entrenador Avanzado                                  |                          | 24 unidades en servicio      |                                                        |
| Avión de caza                         |                         |                                                      |                          |                              |                                                        |
| F-16 Fighting Falcon                  | Estados Unidos          | Caza multipropósito                                  | A/B/C/D                  | 72 en servicio               | [ 4 ]                                                  |
| Avión de ataque a tierra              |                         |                                                      |                          |                              |                                                        |
| T-6 Texan II                          | Estados Unidos          | Ataque                                               | AT-6B                    | 36                           | Entregados en 2011                                     |
| Aero L-159 ALCA                       | República Checa         | Avión de Ataque Ligero                               | L-159A                   | 12                           | En servicio desde septiembre del 2016                  |
| Sukhoi Su-22 "Fitter"                 | Unión Soviética         | Avión de Ataque a tierra                             | Su-22M-3K                | 77                           | Devueltos por Irán a Irak luego de la guerra del Golfo |
| Sukhoi Su-25 "Froogfoot"              | Unión Soviética         | Avión de ataque a tierra                             |                          | 24 a 36 unidades en servicio | Devueltos por Irán a Irak luego de la guerra del Golfo |
| Avión de Transporte                   |                         |                                                      |                          |                              |                                                        |
| Beechcraft Super King Air             | Estados Unidos          | Liviano/VIP                                          | 350ER                    | 24                           |                                                        |
| Lockheed C-130 Hercules               | Estados Unidos          | Aéreo Táctico                                        | C-130E C-130-J30         | 3 0                          | Ex-USAF, 6 C-130-J30 serán entregadas en un futuro     |
| Lockheed Martin C-130J Super Hercules | Estados Unidos          | Transporte aéreo táctico                             |                          | 10 a 12 unidades en servicio |                                                        |
| Aviones de reconocimiento             |                         |                                                      |                          |                              |                                                        |
| Beechcraft Super King Air             | Estados Unidos          | Reconocimiento                                       | 350ISR                   | 10                           | 24 unidades a finales de 2009                          |
| Cessna 208                            | Estados Unidos          | Utilitario/Reconocimiento                            | 208B ISR                 | 8                            | Equipado con misiles Hellfires                         |
| AMD Alarus                            | Jordania                | Enlace                                               |                          | 16                           |                                                        |
| Helicópteros                          |                         |                                                      |                          |                              |                                                        |
| Mil Mi-28 "Havoc"                     | Rusia                   | Helicóptero de Ataque                                | Mi-28N                   | 10 en servicio               | 20 unidades más por entregar en 2019 y 2020            |
| UH-1 Iroquois                         | Estados Unidos          | Transporte liviano/Helicóptero utilitario            | Huey II                  | 16                           |                                                        |
| Bell 407                              | Estados Unidos          | Reconocimiento/Helicóptero de ataque liviano         |                          | 24                           |                                                        |
| Eurocopter EC 635                     | Francia                 | Helicóptero utilitario/Helicóptero de ataque liviano |                          | 24 en servicio               |                                                        |
| Mil Mi-17                             | Unión Soviética · Rusia | Helicóptero de transporte mediano                    | Mi-171 Mi-17-1V Mi-17-v5 | 2 32 17                      |                                                        |